# Master of Magic
Master of Magic är ett strategispel som till stora delar är inspirerat av Civilization. I Master of Magic bygger man städer och trupper och kan även blanda in magi av olika slag (därav namnet). Spelet utvecklades av spelföretaget Simtex men distribuerades av Microprose. Ett annat populärt (och liknande) spel av samma duo är Master of Orion.

## Inledning
Master of Magic är ett spel som sammanför ett antal olika genrer. Det är i grund och botten ett omgångsbaserat strategispel med stora likheter med Civilization. Man bygger upp städer på en världskarta som består av utsatt terräng i kontinenter och med vatten däremellan och man bygger sedan upp dessa städer med byggnader. Trupper skapas sedan i städerna och används för att slåss mot de andra trollkarlarna. Men det innefattar även ett visst rollspelande, i den bemärkelsen att man kan anställa olika hjältar för att slåss för en, och dessa stiger sedan i graderna och blir bara mer kraftfulla. Det finns även ett fullfjädrat magisystem i spelet med över hundra trollformler uppdelade i sex olika skolor.

## Spelvärlden
Spelvärlden i Master of Magic är uppdelad i två större områden, nämligen två världar: Arcanus och Myrror. Den förstnämnda är startvärlden (om man inte betalar massa poäng för att få starta på Myrror, se Specialförmågor nedan) och den världen är också mindre "jobbig" om man så vill. På Myrror finns det starkare raser, starkare noder, starkare hålor och tempel att utforska.

### Hålor, tempel och dylikt
På spelvärlden slumpas det, när spelet börjat, ut vad som på engelska kallas lairs. Dessa lairs är helt enkelt ruiner och liknande som finns på spelkartan. När man sedan för in en armé i en lair kan man besegra de monster som finns därinne och vinna skatter som belöning.
Det finns även vad som kallas Towers of Wizardry, dessa fungerar ungefär på samma sätt som lairs, men de agerar även som en portal mellan de två världarna. Så när man väl besegrat folket i tornet kan man använda tornet för att färdas till den andra världen. Armén dyker då upp på motsvarande kartkoordinat i den andra världen, i ett likadant torn.

### Noder
Förutom de olika torn och fängelsehålor och annat som finns utplacerat, finns även magiska noder. Dessa noder är en av de tre elementarmagierna (Sorcery, Nature eller Chaos - se magiskolor nedan). Monstren i noden är alla hämtade från de olika monster som kan framkallas i respektive magiskola. När man väl besegrar monstren, vilket inte alltid är så lätt då all magi förutom nodens specifika magi riskerar att fizzla, dvs att kastandet av magin inte fungerar, så är noden öppen för att användas. Man skickar då dit en Magic Spirit, som blir ett med noden och noden är då ens egen. Varje runda bidrar den då med mana till en.

## Magi
Magi spelar en stor roll i Master of Magic och är uppdelad i sex olika magiskolor, med totalt över hundra olika trollformler. Inom magin har man ett visst resurshanterande, och trollformlerna i sig måste faktiskt upptäckas.

### Magiskolor
Det finns sex olika magiskolor. Hur bra man är i varje beror på hur många böcker man har valt i respektive skola, ju bättre man är desto kraftfullare (och därmed också dyrare) trollformler får man tillgång till. Skolorna skiljer sig ganska mycket åt, vissa är mer inriktade på försvar och förbättring, andra att framkalla monster att slåss för en eller totalt förstöra för motståndarna. Valet av magiskola eller magiskolor förändrar hur spelet kommer utvecklas.

#### Arcane Magic
Detta är den grå magiskolan som alla har tillgång till. Alla trollformler i denna skola kan upptäckas av alla. Här finns bland annat trollformler för att framkalla Magic Spirit, som används för att kunna utvinna magiska noder. Här finns också trollformler för att framkalla hjältar och skapa föremål. Här hittas också den absolut dyraste trollformeln i hela spelet, dyrast både i att upptäcka och att använda: Spell of Mastery. Orsaken är enkel, när denna slutförts så vinner man spelet.

#### Life Magic
Life Magic är den vita magiskolan. Den har ett fåtal magier för att framkalla magiska trupper. Dess magier som kastas på trupper är sådana som förbättrar trupperna. Här finns till exempel Heroism som automatiskt höjer en normal trupps erfarenhetsnivå till elite-nivå och Lion Heart som ger +3 till attacker, motstånd mot magier och hitpoints. Vits stridsmagier (dvs de som kastas under strider) är främst till för att förbättra den egna sidan. Den offensiva kraften ligger nästan helt på att försöka förstöra för trupper från dödsmagi och kaosmagi. Dess magier för städer är till för att förbättra städerna, att till exempel dubblera hur mycket som produceras. De globala trollformlerna (som påverkar hela världen) är också främst till för att förbättra den egna sidan. Men här återfinns även Planar Seal som helt enkelt stänger av möjligheten att färdas mellan de två världarna.

#### Death Magic
Death Magic är den svarta magiskolan. Den är förstörande och förgörande. Svart magi har flera trollformler för att framkalla magiska monster, allt ifrån billiga skelett till de mer starka trupperna i spelet, som till exempel Demon Lords och Death Knights. Truppmagierna är mycket till för att förstöra eller att förändra soldaterna, de kan bland annat förvandlas till varulvar eller helt sonika återuppväckas från de döda. Stridsmagierna är förstörande i sin tappning, allt ifrån Terror där varje fientlig trupp måste överkomma en trollformel innan de kan anfalla eller motanfalla, till Death Spell som helt enkelt direkt försöker döda varenda soldat som finns på motståndarsidan. Stadsmagierna är främst till för att kastas mot fientliga städer, och där försöka döda dess invånare och produktion. De globala trollformlerna är till för att till exempel skapa Zombies av alla trupper som dör och att förbättra den svarta sidans trupper.

#### Chaos Magic
Chaos Magic är den röda magiskolan. Det är den mest offensiva skolan med mängder av monster att framkalla och riktigt jobbiga attackerande magier, både i strid och utanför. När det gäller de monster som kan framkallas har ingen magi fler trollformler inom detta område, förutom de mer lågnivå-trupper som finns så finns också den trupp som gör mest skada i hela spelet: Great Drake. Truppmagierna är till för att förbättra de egna soldaterna med mycket eld inblandad, till exempel att få brinnande vapen (Flame Blade) eller att få truppen att brinna och därmed skada fiendesoldater när de slåss (Immolation). Stridsmagierna är egentligen det område där kaosmagi verkligen visar sin elaka sida, här finns en uppsjö av trollformler som gör allt för att totalt massakrera fiendesidan. Bland de mer elaka kan nämnas Flame Strike som kastar en Fireball på var och en av fiendens trupper men också Disintegrate som automatiskt förstör en trupp om den har under en viss resistansnivå. Stadsmagierna är återigen förstörande, det främsta vapnet är det magiska kärnvapnet Call the Void som förstör nästan halva staden och skadar alla trupperna däri samtidigt som den korrumperar det mesta av omkringliggande landet. De globala trollformlerna är otroligt förstörande, den kanske mest irriterande är Armageddon som varje omgång skapar upp till 6 stycken vulkaner i de två världarna. Rutor med en vulkan tillför ingenting till städernas produktion eller mattillförsel.

#### Nature Magic
Nature Magic är den gröna magiskolan. När det gäller magi för att framkalla magiska trupper har de vanliga trupperna av mindre bra mått men också sådana jobbiga saker som Behemoth (25 i anfall, 9 i försvar, 10 i resistans och 45 hitpoints) och Great Wyrm som gör en massa skada och dessutom teleporterar runt sig på slagfältet. Truppmagierna är mest små och enkla och går ut på att förbättra trupperna på olika slag. Här återfinns också kanske den bästa truppmagin i hela spelet Regeneration, vad den gör är att varje omgång helar truppen en hitpoint och dessutom, om man vinner striden, så återvänder den till full hälsa, även om truppen blev dödad! Stridsmagierna är som vanligt offensiva, till exempel Cracks Call som ger en 25% chans att döda en landgående trupp - alltid bra mot stora saker som inte flyger. Stadstrollkonsterna är nästan lika bra som för Life Magic, den kanske bästa trollformeln är den (faktiskt rätt så billiga) fantastiska Gaia's Blessing. Den ökar inte bara produktionen av mat med 50%, den ökar också produktionsbonus från skog med 100% och dessutom pacificerar den 2 rebeller i staden. Globala trollformler i grön magi är egentligen bara tre stycken, den kanske mest intressanta är Nature's Awareness som helt enkelt avslöjar hela kartan, alla städer och alla icke osynliga trupper.

#### Sorcery Magic
Sorcery Magic är den blå magiskolan. Den är uppbyggd på förvirring och illusioner. Bland de monster som kan framkallas är Floating Island som är en trupptransporterande ö. Den starkaste truppen i spelet är Sky Drake. Det som gör Sky Drake så bra är den snabba förflyttningen, det faktum att den flyger och att den är immun mot all fientlig magi (den har också pris därefter). Truppmagierna i sorcery magic är generellt irriterande för motståndarna, med saker som Confusion som får fienden att anfalla varandra och Invisibility som gör en trupp osynlig. Magic Immunity (som Sky Drake har inbyggd) gör den påverkade truppen immun mot alla fientliga magier och avståndsbaserade magiska vapen. Stridsmagierna är mycket förvirrande, den kanske mest förvirrande av alla är Mass Invisibilty som gör alla ens trupper osynliga. Stadsmagierna är få och inte särskilt märkvärdiga. De globala magierna däremot är starka, den kanske starkaste av dem alla är Time Stop. Denna trollformel får tiden att stanna, det enda som händer är att man får förflytta sina trupper och betala den enorma kostnaden för att hålla magin igång.

### Magisk resurshantering
Magi har förstås sin egen resurshantering för att begränsa hur trollformler kan kastas och för att betala för det hela. I grund och botten genererar man varje omgång en massa mana-poäng från de religiösa byggnaderna i ens stad, från sin befolkning (vissa raser ger mana-poäng av att bara existera) och från noder man äger. Dessa mana-poäng kan sedan fördelas mellan tre olika områden:
- Spellskill - som beskriver hur mycket trollformler man kan kasta per omgång eller stridsrunda. Detta värde börjar lågt, på säg 10. När man spenderat 10 manapoäng har man nu 11 i Spellskill. För att öka det ännu ett steg måste man nu spendera 11 manapoäng. Och så fortsätter det.
- Research - hur mycket man lägger ner på att upptäcka nya trollformler varje omgång.
- Mana - trollformler måste betalas, både när de kastas, och för att hålla dem igång. Detta betalas med vanlig mana. Det går också, förutom att allokera sina mana-poäng faktiskt att konvertera guld till mana. 2 guld blir 1 mana.

### Upptäcka trollformler
Trollformler i Master of Magic måste upptäckas innan de kan användas. Vilka trollformler som finns tillgängliga slumpas fram beroende på vilka magiböcker man valde i början, får man tag på fler böcker slumpas extra trollformler att upptäcka fram. Trollformlerna är alla kategoriserade i ur mycket magi man behöver bemästra i magiskolan för att ha en chans att kunna hitta dem, common kan man få tag i lätt även med bara 1-2 böcker. Uncommon är inte heller särskilt svår att få tag i. Efter detta blir det svårare, de två sista stegen är Rare och Very Rare, här krävs det mer kunskap i respektive skola för att ha en chans att kunna upptäcka trollformeln. Alla arcane-trollformler finns garanterat med bland de som kan upptäckas och alla trollformler har sedan en fast kostnad att upptäcka, detta kan gå ifrån 20 RP (Research Points) för Skeletons till 6 000 RP för Demon Lord.
Hur mycket man researchar per omgång beror på hur många av omgångens manapoäng man väljer att lägga ner på det hela. Det finns också vissa byggnader som varje omgång bidrar med ett visst antal RP.

### Kasta magi
Kastandet av magi är begränsat av två stycken olika saker, ens spellskill och ens mana. Varje trollformel i spelet har en casting cost knuten till sig, det vill säga hur mycket det kostar att använda trollformeln en gång. När man vill kasta en trollformel använder man sin spell-skill som visar hur mycket av den här kostnaden man totalt kan betala på en omgång. Om man har 40 i spellskill och trollformeln bara kostar 10 kan man kasta den fyra gånger den omgången, eller denna trollformel en gång och sen lägga de resterande 30 på någon annan trollformel. Så länge man har poäng kvar att kasta med denna omgång kan man kasta en trollformel. Vissa trollformler tar mer tid än andra, vissa kan ta 10-20 omgångar att använda.
Spellskill är en begränsning, en annan är mängden mana man har. För varje poäng en spell kostar att kasta måste man betala en mana.
Att hålla igång trollformler är inte heller gratis, de som håller i sig i flera omgångar kostar en upkeep-kostnad, dvs en slags hyra för att hålla igång. Denna kostnad måste betalas ur ens mana-bank varje omgång, om man inte har råd tar spelet bort trollformler man inte kan betala för.

## Skapa en karaktär
I Master of Magic börjar spelet med att, förutom att man väljer svårighetsgrad och antal motståndare och liknande, att man skapar den egna karaktären man ska spela med. Man kan antingen välja bland ett antal förgenererade magikunniga individer, eller skapa en egen. Detta görs genom att man först väljer ett porträtt (dvs utseendet på karaktären, vilket inte på något sätt påverkar spelet), sedan vilken magi man vill kunna, de specifika färdigheter ens ledare ska ha och till sist startvärld och startras. När man ska välja färdigheter och magiskolor har man 11 poäng att sätta ut. En bok i en magiskola kostar en poäng medan färdigheters pris varierar mellan 1 och 3.

### Porträtt
Det finns 14 olika porträtt att välja mellan. Själva utseendet spelar ingen roll för hur spelet utspelar sig. Men, det finns en orsak att faktiskt välja porträtt med omsorg, då den förgenererade trollkarlen vars porträtt man väljer inte kommer att dyka upp i spelet, utan det hela lottas mellan de 13 återstående. Detta är intressant att veta om det är en viss trollkarl som alltid brukar irritera en.

### Magi
Man får sedan välja ett antal böcker i de 5 olika valbara magierna (det finns egentligen 6, men den sjätte kan alla allting ifrån grunden). Ju fler böcker man väljer i en specifik magi, desto starkare och mer sällsynta trollformler kan man upptäcka. Väljer man dessutom 10 eller 11 böcker blir trollformlerna billigare att upptäcka och använda. Det finns många olika strategier när det gäller vad som ska väljas, men ofta väljer man att gå djupt in i en eller två magiskolor, för att få tillgång till de mer intressantare trollformlerna. Men det finns alltid ett antal bra trollformler i de flesta skolorna som kan upptäckas även om man har en enda bok i skolan.

### Specialförmågor
Det finns ett antal olika specialförmågor man kan välja till sin karaktär, priset för dem varierar. De presenteras nedan (och kostar en poäng, om inte annat nämns):
- Myrran
  - Kostar 3 poäng
  - Man får starta i den andra världen i spelet, Myrror, som har rikare och bättre mineraler, starkare monsterhålor man kan besegra och man får välja mellan ALLA raser i spelet, även de 5 som startar på Myrror.
- Channeler
  - Kostar 2 poäng
  - Man får ingen extra distanskostnad på kastad magi när man strider långt ifrån sin fästning.
  - Den kostnad som man betalar varje omgång för sina pågående magier halveras
- Divine eller Infernal Power
  - Kostar 2 poäng
  - Divine är när man har Life-magic, Infernal om man har Death-magic. Den fördubblar ens religiösa byggnaders totala manaskapande och man fördubblar antalet personer som pacificeras av dem.
- Fame
  - Kostar 2 poäng
  - Man startar spelet med +10 Fame-poäng, och man får mer erbjudande om bättre hjältar och legosoldater.
- Warlord
  - Kostar 2 poäng
  - Ens trupper har automatiskt en högre erfarenhetsgrad och de kan stiga till en ännu högre än vad som normalt går, Ultra-Elite
- Alchemy
  - Man kan förvandla mana till guld och vice versa i en 1:1 ratio, istället för att betala dubbelt så mycket i det man ska konvertera. Gör också att ens trupper får magiska vapen.
- Archmage
  - Ens spell-casting får +10 från början, och för varje 2 mana man lägger ner på det hela genereras 3. Spell-casting är hur mycket magi man kan kasta i varje strid eller omgång.
- Artificer
  - Man kan skapa magiska items till sina hjältar för halva kostnaden.
- Chaos, Nature eller Sorcary Mastery
  - Man får dubbelt så mycket från de magiska noderna i respektive magi och man får 15% på forskning och kastning av magiskolans trollformler.
- Sage Mastery
  - 25% bonus på alla trollformlers upptäcktskostnad
- Node Mastery
  - Dubblerar manan man får från de magiska noderna varje omgång. Och alla trollformler funkar på alla noder. I vanliga fall fungerar bara "rätt" typ av magi i respektive nod-typ, kastar man andra typer så kan de misslyckas.
- Charisma
  - Dubblerar den diplomatiska poängvinsten för goda diplomatiska händelser med andra trollkarlar, halverar poängförlusten vid dåliga händelser. Man får även 50% rabatt på alla erbjudanden om items, legosoldater och hjältar som dyker upp.
- Conjurer
  - 25% rabatt på upptäckten, kastandet och att hålla igång trollformler som framkallar magiska odjur som slåss för en.
- Mana Focusing
  - För varje fyra mana som läggs till ens mana-pool läggs automatiskt en extra till.
- Runemaster
  - 25% bonus på upptäckt av, och kastande av Arcane-magi (den gråa magiskolan som alla har tillgång till).

## Raser
När spelet börjar får man välja vilken ras man spelar. Alla raser har till viss del olika trupper att bygga, de växer olika snabbt och de skapar mindre eller mer rebeller i de städer (tillhörande andra raser) de tar över. Men tar man över städer för andra raser kan man besluta att använda deras settlers för att bygga nya städer, som då får den rasen.
Här följer en lista med de möjliga raserna, med viss information om varje:
- Barbarians
  - Växer snabbt
  - Alla deras trupper har first-strike kastvapen.
  - Bästa truppen, Bersker är helt ok
  - Skapar få rebeller och kan bygga mycket av de nödvändiga byggnaderna.
- Beastmen
  - Alla trupper börjar med en extra hitpoint och attack.
  - Sista truppen, Minotaurs är bra.
  - Bra produktion av mana och RP
  - Återfinns på Myrror
- Dark Elves
  - Växer väldigt långsamt
  - Hatad av alla
  - Alla trupper har magiska avståndsattacker
  - Deras bästa enheter, Nightmares och Warlocks är väldigt bra
  - Myrran-ras
- Draconians
  - Alla deras enheter, om än lite svaga, flyger.
  - Doom Drakes, Air Ships - deras sista enheter är inte särskilt starka
  - Hatad ras
  - Myrran
- Dwarves
  - Väldigt starka enheter, +2 liv, +4 i magisk resistans
  - Väldigt starka slutgiltiga enheter Hammerhands och Golems
  - Har problem med att få städer att växa, och i research och manaproduktion
  - Myrran
- Gnolls
  - Gnolls är ganska begränsade, även om deras första enheter är lite starkare än normalt
  - Bästa enheten, Wolf Riders, är inte alls särskilt imponerande
  - Kan bygga väldigt få byggnader, har allvarliga problem med Spell Research, inkomster och kan inte ens bygga Alchemist Guild för att skapa magiska vapen och använda mineraler.
- Halflings
  - Växer snabbt
  - Svaga vanliga trupper
  - Sista enheten, Slingers är kanske den bästa avståndstruppen i hela spelet
  - Alla älskar dem
- High Elves
  - Växer långsamt
  - Varje individ i städerna producerar mana-poäng.
  - Starka vanliga trupper, varje har +1 i träffsäkerhet.
  - Elven Lords, deras sista enhet, är snabb och stark. Longbowman ger en bra mellanstark avståndsattack.
- High Men
  - Kan bygga nästan allt i spelet
  - Genomsnittligt bra på allt
  - Sista enheten, Paladins, är den starkaste normala enheten i hela spelet.
- Klackons
  - Fungerar ungefär som Gnolls
  - Har hög produktivitet
  - Sista enheten, Stag Beetles, är inte så stark, men dyker upp tidigt i spelet.
- Lizardmen
  - Fungerar ungefär som Klackons
  - Kan bygga väldigt få byggnader och har låg produktivitet
  - Bygger snabbt fram sina sista enheter, Dragon Turtles
  - Alla enheter kan simma
- Nomads
  - Inte särskilt bra på magi eller strid
  - Sista enheten, Griffins, är en stabil flygande enhet
  - Får en handelsbonus som kan betyda betydande inkomster
- Orcs
  - Kan bygga allt i spelet
  - Bleka enheter
  - Sista enheten, Wywern Riders har som största egenskapen att den flyger snabbt
- Trolls
  - Bygger starka enheter som har regeneration
  - Växer väldigt långsamt
  - Har problem med spell research
  - Myrran

## Städer
Städer är kanske den viktigaste resursen man har som trollkarl. Det är städerna som producerar huvudsaken av ens trupper, guld, RP och mana. Att därför ha full kontroll över och bra skapade städer är ett måste om man vill vinna spelet.

### Bygga städer
När man skapar en stad är den första frågan man bör ställa sig vilken ras man vill använda för att skapa staden. Om man bara har sin ursprungliga stad eller städer med en och samma ras är inte detta mycket till val, men om man tagit över andras städer med andra raser är det däremot något som man bör tänka över. Vissa raser kan utnyttja mineraler bättre än andra, vissa kan inte bygga båtar osv.
När det gäller plats vill man ofta hitta en ganska bra balans, få in mineraler för att få mana och bättre trupper, kanske lite kolfyndigheter för att göra billigare trupper, tillgång till skog för produktionsökning, tillgång till slättland för matproduktion och så vidare. Det finns verktyg i spelet som gör det möjligt att undersöka vad för bonusar och maxbefolkning en viss ruta på spelplanen har. Ofta är det mest vettigast att skapa en stad som får högst befolkning.
När allt detta är beslutat skapar man en settler-enhet i en stad med rätt ras och skickar den till platsen där man vill bygga en ny stad. När man sedan skapar staden får man vad spelet kallar en hamlet. En hamlet är inte en riktig stad än, utan det är början till en. Dess befolkning har vissa chanser att öka och minska varje omgång beroende på en rad kriterier, men det är först när man når över 1 000 invånare som man får en riktig stad.

### Bygga i staden
Man kan sedan bygga olika byggnader och trupper i staden. Vissa byggnader ger bonus för produktion, andra för guldinkomsten, andra ger en RP varje omgång och så vidare. Trupperna kräver olika byggnader för att kunna byggas och man får därför en ganska enkel evolution i hur stark staden är allt eftersom byggnader byggs.

### Rebeller
Folket i staden är inte alltid särskilt lyckligt över vad man har för sig, utan det skapas rebeller. Dessa rebeller bidrar varken till produktion eller matinsamling, utan de bara sitter overksamma och äter upp ens surt förvärvade mat. Rebellerna skapas främst av ens inkomstskatt (ju högre desto mer rebeller) och av rasmotsättningar (till exempel skapas det fyra rebeller direkt om en High Elves-stad invaderas av Dark Elves). För att bli av med rebeller finns det tre sätt: skapa religiösa byggnader som pacificerar ett visst antal rebeller, bygga normala trupper som pacificerar rebellerna (två normala trupper tar bort en rebell) eller använda magi såsom Just Cause eller Gaia's Blessings.

## Strider och Trupper
Strider i Master of Magic är förstås otroligt viktiga, det är de som egentligen avgör hur spelet slutar. Det finns egentligen tre sätt att hantera strider på. Antingen kan man låta datorn helt enkelt simulera hur striden borde utspelas, i vilket fall den räknar ut vem som är vinnaren och hur mycket skada et cetera som tillfogades. Eller så kan man spela den fulla stridssimulatorn i vilket fall de egna och fiendens trupper sätts upp på varsin sida av en 16*16 isometriskt sedd stridsyta. Här har man sedan valet att låta datorn använda styra allas trupper, eller så kan man ta kontrollen över trupperna själv. Vad för förmågor och hur snabbt trupperna rör sig i striden beror helt på deras egenskaper.

### Truppens egenskaper
En specifik trupp i Master of Magic har en rad egenskaper som visar hur egentligen stark den är. Först och främst har den olika mängder soldater i sig, en trupp av Halfling spearmen till exempel har 8 stycken soldater, medan en Great Drake är helt ensam. Soldaterna i truppen har sedan individuella liv och så vidare, och dör en efter en, vilket allt eftersom försvagar truppen.
Hur mycket skada man gör är beskrivet i antalet svärd (eller till exempel pilbågar om det är avståndsvapen) man har. Detta är vad varje individuell soldat i truppen har. Vad dessa representerar är antalet swings soldaten har, man har sedan en viss chans (default 30%) att träffa motståndaren med sin swing eller sitt avståndsvapen eller liknande.
Hur mycket man kan försvara sig med är antalet sköldar man har, en sköld representerar precis som svärden en chans att blockera en lyckad swing, default är här också 30% att lyckas. För varje swing man misslyckas försvara sig mot tar man en i skada.
Hjärtan är hur mycket liv varje individuell soldat i truppen har, när första soldaten har 0 hjärtan dör den och nästa börjar ta stryk. Ett hjärta försvinner vid varje swing som man inte lyckas blockera.
Magisk resistans räknas i kors, varje kors ger en 10% chans att motstå en magis effekter. Har man alltså 10 eller mer kors borde man vara totalt immun, men de flesta trollformler har tyvärr en inbyggd effekt som tar bort ett antal av ens kors när man ska blockera trollformeln. Inte alla trollformler använder man sin magiska resistans mot, vissa måste blockeras med de vanliga sköldarna.
Förutom dessa så springer enheter olika snabbt, vissa av dem kan flyga, vissa är osynliga och så vidare. Med alla olika egenskaper och trollformler som kan påverka trupper så blir det en mängd olika möjligheter.

### En strid
Generellt startar en strid då ens stack (en stack är en samling av trupper, oftast skapad för specifika uppgifter såsom att inta en stad eller överta en nod) går in en i en annan stack av försvarande trupper (eller tvärtom, fienden anfaller en). Ens trupper placeras ut på en sida av slagfältet och motståndaren på en annan, finns det en stad inblandad placeras också denna ut, omringad med en ringmur om staden har en sådan. Vad som sedan oftast händer är att ens trupper som ska slåss i närstrid rör sig mot fienden samtidigt som ens soldater med distansvapen gör det samma. Datorn brukar generellt göra samma sak.
Striden rasar sedan medan man förhoppningsvis kastar en massa magier för att försöka påverka utkomsten. Om det ser ut att gå illa har man möjlighet att slå till reträtt, men man löper då risken att förlora trupper efter flykten, detta slumpas fram. Detta är ofta inte ett särskilt bra alternativ, det är oftast bättre att försöka överleva striden ut, en strid pågår nämligen bara i 50 stridsrundor.

### Magi i strid
Man har tillgång till en rad magier som bara fungerar i strid (combat magic) och också en rad truppmagier som kan kastas både i strid och utanför. Vissa av dessa är så kraftfulla att de nästan direkt kan vinna striden. Att till exempel kasta Flame Strike eller Mass Invisibility är ett lysande sätt att skapa ett väldigt kraftigt övertag. Det man ska komma ihåg är dock att den mana varje magi kostar, beror på hur långt ifrån hemmaborgen striden rasar, ju längre bort desto högre kostnad, upp till 4x kostnaden för strider riktigt långt borta.